# Eri Kitamura
Eri Kitamura (喜多村英梨, Kitamura Eri ?) est un seiyū et une chanteuse japonaise née le 16 août 1987 à Fuchū. Elle est principalement connue pour son rôle de Saya Otonashi dans Blood+ et pour son chant lors de la troisième fin de l'anime Zatch Bell. Elle est également connue pour être une dessinatrice amateur de manga au Japon sur son temps libre.

## Rôles

### Anime
- Angel Beats! (Yui)
- Bakemonogatari (Karen Araragi)
- Blood+ (Saya Otonashi)
- Blue Exorcist (Izumo Kamiki)
- Chaos;Head (Rimi Sakihata)
- Corpse Party : Tortured Souls -The Curse of Tortured Souls- (Yuka Mochida)
- Corpse Party : Missing Footage (Yuka Mochida)
- Durarara!! (Orihara Mairu)
- Fairy Tail (Grey Fullbuster - enfant)
- Fairy Tail (Kanna Alperona, Aquarius)
- Fresh Pretty Cure! (Miki Aono/Cure Berry)
- Ga-rei -Zero- (Natsuki Kasuga)
- Haiyore! Nyaruko-san (Mahiro Yasaka)
- Hamatora (Honey)
- Highschool of the Dead (Saya Takagi)
- Hyperdimension Neptunia: The Animation (Uni/Black Sister)
- Idolmaster: Xenoglossia (Makoto Kikuchi)
- Ikki Tousen (Kakouen Myousai)
- Je ne t'aime pas du tout, grand-frère ! (Nao Takanashi)
- Kodomo no Jikan (Rin Kokonoe)
- Koharu Biyori (Yui)
- Kyoran Kazoku Nikki (Akeru Nishikura)
- Last Exile (Tatiana Wisla)
- Le Chevalier D'Eon (Anna)
- Mermaid Melody Pichi Pichi Pitch Pure (Seira)
- Minami-ke (Yuka Uchida)
- Mai-Otome 0 (Sister Hermana Shion)
- Mayo Chiki! (Kanade Suzutsuki)
- Nura : Le Seigneur des Yokaï (Rikuo Nura (enfant))
- Papa no Iukoto wo Kikinasai! (Takanashi Miu)
- Potemayo as Sunao Moriyama
- Puella Magi Madoka Magica (Sayaka Miki)
- Senran Kagura (Homura)
- Seto no Hanayome (Akeno Shiranui)
- Saiki Kusuo no Psi-nan (Mikoto Aiura)
- Umineko no Naku Koro ni (Siesta 410)
- Touka Gettan (Makoto Inukai)
- Toradora! (Ami Kawashima)
- Uchū Sentai Kyūranger (Madakko)
- Vampire Knight (Rima Touya)
- Vampire Knight Guilty (Rima Touya)
- Yumeiro pâtissière (Honey-sama)
- My Hero Academia (Mina Ashido)

### Jeux
- Atelier Rorona (Cordelia von Feuerbach)
- Atelier Totori (Cordelia von Feuerbach)
- Chaos;Head NoAH (Rimi Sakihata)
- Corpse Party (Yuka Mochida )
- Dengeki Gakuen RPG: Cross of Venus (en) (Kizuna Kasugai)
- Disgaea 4: A Promise Unforgotten (Volcano)
- Tatsunoko vs. Capcom (Gan-chan aka Yatterman No. 1)
- Shinkyoku Soukai Polyphonica (Snow Drop)
- Gothic wa Mahou Otome (Homura)
- Heroes Phantasia (it) (Saya Otonashi)
- Hyperdimension Neptunia mk2 et Hyperdimension Neptunia Victory (Uni / Black Sister)
- The Idolmaster (Makoto Kikuchi)
- Koumajou Densetsu II: Stranger's Requiem (Remilia Scarlet et Sunny Milk)
- Lollipop Chainsaw (version japonaise sur Xbox 360) (Juliet Starling)
- Senran Kagura & Senran Kagura Burst (Homura)
- Super Street Fighter IV (Juri Han)
- Tales of Phantasia: Narikiri Dungeon X & Tales of Phantasia Cross Edition　(Rondoline E. Ephenberg)
- Phantasy Star Online 2 (Quna)
- Genshin Impact (Keqing)

## Musique

### Singles
- REALIZE, 23 juillet 2008

### Bandes-originales
- Zatch Bell « Tsuyogari »
- Mermaid Melody Pitchi Pitchi Pitch « Before the Moment »
- Mermaid Melody Pitchi Pitchi Pitch « Beautiful Wish »
- Mermaid Melody Pitchi Pitchi Pitch « Birth of Love »
- Nisemonogatari « Marshmallow Justice »
- Papa no Iukoto wo Kikinasai « Happy Girl »
- Toukan Gettan « Yume Oboro »
- ToraDora! « Pre-Parade » (avec Rie Kugimiya et Yui Horie)
- ToraDora! « Orange » (avec Rie Kugimiya et Yui Horie)
- Koharu Biyori « Apron Dake wa Toranaide »
- Kodomo no Jikan « Rettsu! Ohime-Sama Dakko! » (avec Kei Shindou et Mai Kadowaki)
- Kodomo no Jikan « Sensei.. Hajimete Desu Ka? »
- Kodomo no Jikan « Otome Chikku Shoshinsha Desu » (avec Kei Shindou et Mai Kawadoki)
- Kodomo no Jikan « Guilty Future »
- Puella Magi Madoka Magica « And I'm Home » (avec Ai Nonaka )
- Seto no Hanayome « Rasen »
- Seto no Hanayome « Mirai He Go » (avec Rika Morinaga)
- Minami-ke « Seenotsu » (avec Aki Toyosaki)
- C³ Cube x Cursed x Curious « Shirushi »